# Corteglia
Corteglia è una frazione del comune svizzero di Castel San Pietro, nel Canton Ticino (distretto di Mendrisio). Vi sorge l'oratorio dell'Addolorata e di San Nicola da Tolentino, eretto nel 1544.